# Мусинга, Жорж
Жорж Бикеле Мусинга (фр. Georges Bikele Moussinga; род. 22 июля 1995, Дуала) — камерунский футболист, защитник клуба «Чифс Юнайтед».

## Карьера
Выступал за камерунские клубы «Коломбе Спорт» и «Стад Ренард». В 2021 году переехал в Беларусь, где стал студентом Могилёвского государственного университета. В августе 2021 года присоединился к белорусской «Малорите», однако так и не сыграл за клуб. В начале 2022 года проходил просмотры в минском «Динамо» и могилёвском «Днепре», однако не присоединился ни к одному из клубов. В начале 2023 года подписал контракт с «Нивой», однако клуб не смог зарегистрировать игрока. В середине мая 2023 года находился на просмотре в брестском «Динамо». В конце июня 2023 года подписал с клубом полноценный контракт до конца сезона. Дебютировал за клуб 2 июля 2023 года в матче против «Сморгони», выйдя на поле в стартовом составе. Футболист быстро смог закрепиться в основной команде брестского клуба, чередуя матчи в стартовом составе и со скамейки запасных. По итогу сезона вместе с клубом завершил чемпионат на итоговом десятом месте.
В декабре 2023 года продлил контракт с брестским клубом на ещё один сезон до конца 2024 года. Первый матч в новом сезоне сыграл 6 апреля 2024 года в матче против солигорского «Шахтёра», выйдя на замену на 84 минуте. Дебютным забитым голом за клуб отличился 20 апреля 2024 года в матче против мозырской «Славии». По итогу сезона вместе с клубом завершил чемпионат на итоговом четвёртом месте в турнирной таблице. На протяжении сезона редко попадал в заявку и преимущественно оставался на скамейке запасных, попустив половину матчей, однако отличился своим единственным забитым голом. В феврале 2025 года покинул брестский клуб, причиной чего были проблемы с документами, из-за чего игрок не мог оставаться на территории Беларуси. Затем переехал в США, где присоединился к клубу «Чифс Юнайтед» из коммерческой футбольной лиги ЮПСЛ.

## Семья
Брат Габи Кики, который также является профессиональным футболистом.